# Синхронное плавание на чемпионате Европы по водным видам спорта 2018 — смешанный дуэт (техническая программа)
Соревнования в синхронном плавании среди смешанных дуэтов в технической программе на чемпионате Европы по водным видам спорта 2018 в Глазго состоятся 3 августа 2018 года.

## Результаты
Финал стартовал 3 августа в 14:42 по местному времени.
| Rank | Nation  | Swimmers                                 | Points  |
| ---- | ------- | ---------------------------------------- | ------- |
| 1    | Россия  | Майя Гурбанбердиева Александр Мальцев    | 89.5853 |
| 2    | Италия  | Манила Фламини Гиоргио Минсини           | 88.6973 |
| 3    | Испания | Берта Феррерас Пау Рибс                  | 82.3217 |
| 4    | Греция  | Василеос Гкортсилас Николета Папегеоргиу | 72.7838 |